# Daniel Olteanu
Daniel Olteanu (n. 1 august 1968, Bârlad, România – d. 21 mai 2024, Bârlad, Vaslui, România) a fost un politician român care, în perioada 17 aprilie 2021-22 martie 2022, a ocupat funcția de președinte al partidului ALDE, ales în urma Congresului. Este dublu licențiat, în Drept și Sociologie.

### Activitatea politică
În mandatul de deputat (2016-2020), Daniel Olteanu s-a remarcat drept unul dintre cei mai activi parlamentari din județul Vaslui și din Moldova.
Cu o experiență de peste zece ani în mediul privat, în funcții de conducere, Daniel Olteanu a intrat în administrație în anul 2006, unde a lucrat, cu intermitențe, până în 2013. În perioada august 2013 - februarie 2016, a fost director al Agenției Județene de Ocupare a Forței de Muncă (AJOFM) Vaslui, iar din luna februarie până în luna septembrie 2016 a ocupat funcția de prefect.
Ȋn timpul mandatului de prefect, prioritatea declarată a lui Daniel Olteanu a fost să aducă județul Vaslui pe harta Guvernului, obiectiv îndeplinit prin includerea Vasluiului în programul special de finanțări pentru zonele marginalizate, adoptat prin Memorandum, de către Guvernul condus de prim-ministrul de la acea vreme.
Ca deputat, Daniel Olteanu și-a propus, încă din perioada campaniei electorale, ca prioritatea activității sale de parlamentar să fie reprezentată de modul în care vor fi gestionate de la nivel central teme precum disparitățile regionale, propunându-și demersuri care să vizeze creșterea competitivității agenților economici din cea mai săracă zonă a României, dar și măsuri care să sprijine crearea de locuri de muncă bine plătite, investițiile în județul Vaslui și întreaga zonă a Moldovei.
Temele sale predilecte vizau un subiect despre care prea puțini vorbesc: faptul că locuitorii din estul țării, vasluienii, moldovenii, sunt tratați ca români de categoria a doua la împărțirea fondurilor pentru mari proiecte, de către București.
Din acest motiv, principalul obiectiv al deputatului Daniel Olteanu a fost reducerea discrepanțelor regionale și a decalajelor de dezvoltare între Moldova și restul țării, în primul rând, prin asumarea obligatorie de către Guvern a marilor investiții în infrastructura din regiunea Moldovei, subiect abordat în numeroase intervenții publice, inclusiv în Parlament.
În aceste condiții, alăturarea lui Daniel Olteanu la ALDE (2017) a venit ca un gest firesc, îndelung așteptat de conducerea națională a partidului, Olteanu regăsindu-se printre liberalii autentici, a căror agendă parlamentară s-a suprapus cu obiectivele politice ALDE.
Unul dintre cele mai importante proiecte ale deputatului Daniel Olteanu, pentru realizarea căruia a primit sprijinul ALDE, se referă la finanțarea cu fonduri de la bugetul de stat a drumului de mare viteză Tișița – Albița (drum expres, autostradă), parte a coridorului București – Albița – Chișinău. Investiția ar urma să asigure, pe lângă racordarea directă a județului Vaslui la rețeaua națională de autostrăzi, și legătura economică și simbolică între cele două capitale românești, București și Chișinău. Propunerea lui Daniel Olteanu ar putea antrena o serie de investiții esențiale pentru dezvoltarea economică a Moldovei, care, în acest moment, stă aproape integral pe umerii întreprinzătorilor locali și administrațiilor locale, în lipsa unor proiecte de mare infrastructură la nivelul întregii Regiuni de Nord – Est.
Pe de altă parte, dezvoltarea județului, în ansamblu, a reprezentat un obiectiv prioritar pentru Daniel Olteanu, iar ALDE a susținut din start proiectul de lege ″Romȃnia 100″, despre necesitatea căruia Daniel Olteanu a atras atenția încă de la începutul anului 2017. ″Romȃnia 100″ este una dintre cele mai bune inițiative care trebuie să se concretizeze în Anul Centenarului! E vorba despre un program anual pentru susținerea celor mai sărace 100 de comunități locale, prin alocări anuale de fonduri, din partea Guvernului, pentru cei mai săraci români, prin finanțări directe și transparente, fără proceduri birocratice greoaie și fără favoritisme.
Daniel Olteanu a fost ales deputat de Vaslui în decembrie 2016, pe listele PNL. În data de 23 mai 2018, Daniel Olteanu și-a anunțat demisia din PNL, afirmând că va activa ca deputat neafiliat.  Deputatul a motivat demisia prin atacurile la care a fost supus de către organizația locală PNL Vaslui, precum și prin lipsa de implicare a conducerii centrale în soluționarea conflictelor. În 26 iunie 2018, deputatul Olteanu și-a anunțat pe Facebook înscrierea în ALDE, împreună cu ”primari și președinți de organizație din multe comune vasluiene, vechi colaboratori și sfătuitori”.
Printre hobbyurile sale se numărau drumețiile, muzica și lectura.